# W pracowni Guyskiego
W Weronie – wiersz Cypriana Kamila Norwida napisany w 1869 roku, zainspirowany wizytą poety w pracowni rzeźbiarza Marcelego Guyskiego.

## O wierszu
Wiersz zainspirowany wizytą Norwida w pracowni jego znajomego, rzeźbiarza Marcelego Guyskiego, na początku 1869, nawiązuje jednocześnie do wcześniejszej dyskusji, jaka miała miejsce 14 lutego tego roku, w saloniku Zofii Węgierskiej, bezpośrednio po wyjściu Goszczyńskiego pomiędzy Norwidem a rzeźbiarzem Marcelim Guyskim, malarzem Tytusem Maleszewskim i kompozytorem Władysławem Żeleńskim. Po wyjściu Goszczyńskiego, Węgierska wyraziła żal, że dotąd nie ma jego popiersia, które by uwieczniło jego rysy. Na co Norwid zaczął wyjaśniać dlaczego tak się dzieje. Jak to ujęła następnego dnia w liściku do Goszczyńskiego Węgierska, trafnie stwierdził, że naród występny, który zszedł z prawej drogi, nie śmie patrzyć w oczy swoim prorokom i pogromcom. Swoje przemyślenia na ten temat przesłał poeta następnego dnia przyjaciółce. 
Węgierska opublikowała częściowo wiersz W pracowni Guyskiego w numerze 20 Dziennika Literackiego i 118 Gazety Polskiej. Pełny tekst po raz pierwszy opublikował Zenon Przesmycki w 1933 w Reszcie wierszy.

## Treść
Pierwszy posąg przedstawia męża sprawiedliwego. Gdziekolwiek się znajdzie, zawsze będzie prosty i cały. Nie jest zalotnikiem sławy. Lewą pierś mu obrzuca powiew sztandarów lub płaszcz wygnańca to Andrzej Zamoyski.
Dalej biust Mickiewicza. Jaka szkoda, że w jego młodości nie znalazł się rzeźbiarz, który by go sportretował. Ten, który uwiecznił cały naród, przekazał potomnym jedynie swą późną fotografię. Jeden tylko portret jest wart wspomnienia, krymski z lat młodzieńczych, pomiędzy Azją a niebem. O reszcie nie warto wspominać.
Ówdzie dziecko z nieskończoną lewą rączką, jak nieskończone są pragnienia i zamiary dziecka. Dalej medalion który można by wziąć za antyczny portret kobiety, gdyby nie uczesanie zdradzające epokę. Głębokie kwestie historyczne tkwią w trefieniu warkoczy. Inna głowa, pompejańska, gdyby nie błysk włosów. Tak, to co społeczne, choć odepchnięte dłutem, powraca, zdjętym ze stopy koturnem, by panować. I jednej tylko się boi rzeczy – Ideału.
Lecz Ideał nie zstąpi do ludów, które po niego nie chcą lub nie mogą wyciągnąć ręki. Jakże daleko zaszła Florencja na drodze Ideału, którą jej wskazali Michałowie Aniołowie. Bo wszystkoː dzieje narodów, świat i niebiosa, to co materialne i duchowe bierze żywot z Ideału.